# Membres de l'Ordre du Canada, par ordre alphabétique E
| Nom                        | Ville               | Province                  | Grade     | Année | Occupation |
| David Henry Eadie          | Kleinburg           | Ontario                   | Membre    | 2001  |            |
| Arthur P. Earle            | Beaconsfield        | Québec                    | Membre    | 1996  |            |
| David Charles Earle        | Guelph              | Ontario                   | Membre    | 1996  |            |
| Alan James Earp            | Niagara-on-the-Lake | Ontario                   | Officier  | 1987  |            |
| Fredrik Stefan Eaton       | Toronto             | Ontario                   | Officier  | 1990  |            |
| G. Campbell Eaton          | Saint-Jean          | Terre-Neuve-et-Labrador   | Officier  | 1978  |            |
| R. Burnell Eaton           | Moncton             | Nouveau-Brunswick         | Membre    | 1982  |            |
| R. Michael Eaton           | Dartmouth           | Nouvelle-Écosse           | Membre    | 2004  |            |
| James G. Eayrs             | Toronto             | Ontario                   | Officier  | 1985  |            |
| Dorothy Harley Eber        | Montréal            | Québec                    | Membre    | 1999  |            |
| John David Eberts          | Katevale            | Québec                    | Officier  | 1992  |            |
| Ferdinand Eckhardt         | Winnipeg            | Manitoba                  | Membre    | 1976  |            |
| John N. Economides         | Montréal            | Québec                    | Membre    | 1996  |            |
| Arnold Edinborough         | Oakville            | Ontario                   | Officier  | 1983  |            |
| J. Alexander Edmison       | Peterborough        | Ontario                   | Membre    | 1976  |            |
| Claude Edwards             | Gananoque           | Ontario                   | Officier  | 1976  |            |
| Clifford H.C. Edwards      | Winnipeg            | Manitoba                  | Membre    |       |            |
| Hugh R. Wynne Edwards      | West Vancouver      | Colombie-Britannique      | Officier  | 1991  |            |
| Iwan Edwards               | Lachine             | Québec                    | Membre    | 1994  |            |
| James A.S. Edwards         | Edmonton            | Alberta                   | Membre    | 1982  |            |
| James F. Edwards           | Comox               | Colombie-Britannique      | Membre    |       |            |
| Ralph A. Edwards           | Oona River          | Colombie-Britannique      | Officier  | 1971  |            |
| John G. Egnatoff           | Saskatoon           | Saskatchewan              | Membre    | 1981  |            |
| Sheila Agnes Egoff         | Vancouver           | Colombie-Britannique      | Officier  | 1993  |            |
| Atom Egoyan                | Toronto             | Ontario                   | Officier  | 1999  |            |
| Christian Einfeld          | Winnipeg            | Manitoba                  | Membre    | 1976  |            |
| Jan Eisenhardt             | Dorval              | Québec                    | Membre    | 1999  |            |
| Ronald Allen Eland         | Kamloops            | Colombie-Britannique      | Membre    | 1993  |            |
| David M. Elder             | Burlington          | Ontario                   | Membre    | 1974  |            |
| Robert James Elder         | Schomberg           | Ontario                   | Officier  | 1983  |            |
| Robert G. Elgie            | Keswick             | Ontario                   | Membre    | 2002  |            |
| Mostafa Elhilali           | Montréal            | Québec                    | Officier  | 2001  |            |
| Charles William John Eliot | Charlottetown       | Île-du-Prince-Édouard     | Membre    | 1993  |            |
| Margaret E. Elliott        | London              | Ontario                   | Membre    | 1988  |            |
| R. Fraser Elliott          | Toronto             | Ontario                   | Membre    | 1980  |            |
| A. John Ellis              | Vancouver           | Colombie-Britannique      | Officier  | 1983  |            |
| Frank Ellis                | West Vancouver      | Colombie-Britannique      | Officier  | 1972  |            |
| Frederick H. Ellis         | Hamilton            | Ontario                   | Membre    | 1977  |            |
| Ralph Colin Ellis          | Toronto             | Ontario                   | Membre    | 1997  |            |
| Gordon Charles Emberley    | Lac-du-Bonnet       | Manitoba                  | Membre    | 1995  |            |
| Joseph Milic Emili         | Montréal            | Québec                    | Membre    | 1990  |            |
| Pierre Émond               | Montréal            | Québec                    | Membre    | 2001  |            |
| Marian Engel               | Toronto             | Ontario                   | Officier  | 1982  |            |
| Lawrence A. Englander      | Mississauga         | Ontario                   | Membre    | 2003  |            |
| Robert P. Engle            | Yellowknife         | Territoires du Nord-Ouest | Membre    | 1989  |            |
| John Richard English       | Waterloo            | Ontario                   | Membre    | 2000  |            |
| Maxwell E. Enkin           | Toronto             | Ontario                   | Membre    | 1983  |            |
| J.H. Enns                  | Winnipeg            | Manitoba                  | Officier  | 1970  |            |
| Robert Enright             | Winnipeg            | Manitoba                  | Membre    | 2005  |            |
| Clarence J. d Entremont    | Pubnico             | Nouvelle-Écosse           | Membre    | 1992  |            |
| R. Irène d Entremont       | Yarmouth            | Nouvelle-Écosse           | Membre    | 2001  |            |
| Suzanne Eon                | Lac St-Charles      | Québec                    | Membre    | 1976  |            |
| Helmut M. Eppich           | Richmond            | Colombie-Britannique      | Membre    | 1991  |            |
| Georges Henry Erasmus      | Yellowknife         | Territoires du Nord-Ouest | Officier  | 1987  |            |
| Arthur C. Erickson         | Vancouver           | Colombie-Britannique      | Compagnon | 1973  |            |
| John Esaw                  | Toronto             | Ontario                   | Membre    |       |            |
| Willard Z. Estey           | Toronto             | Ontario                   | Compagnon | 1990  |            |
| Donald Stewart Ethell      | Calgary             | Alberta                   | Officier  | 2005  |            |
| Brian P. Etherington       | Toronto             | Ontario                   | Membre    | 2004  |            |
| Bernard Etkin              | Thornhill           | Ontario                   | Membre    | 2003  |            |
| Sorel Etrog                | Toronto             | Ontario                   | Membre    | 1994  |            |
| Mark Evaluarjuk            | Igloolik            | Nunavut                   | Membre    | 1981  |            |
| Brian Llewellyn Evans      | Edmonton            | Alberta                   | Membre    | 2000  |            |
| Gregory Thomas Evans       | Toronto             | Ontario                   | Membre    | 2000  |            |
| John Robert Evans          | Toronto             | Ontario                   | Compagnon | 1978  |            |
| Robert G. Evans            | Vancouver           | Colombie-Britannique      | Officier  | 2004  |            |
| Marcelle Everitt           | Montréal            | Québec                    | Membre    | 1974  |            |
| Muni S. Evers              | New Westminster     | Colombie-Britannique      | Membre    | 1984  |            |
| J. Trevor Eyton            | Ottawa              | Ontario                   | Officier  | 1985  |            |